# Volxebnaia Lampa Alladina
Volxebnaia Lampa Alladina (Волшебная лампа Аладдина) és una pel·lícula fantàstica soviètica del 1967 dirigida per Boris Ritsàrev basada en el conte Aladí i la llàntia meravellosa de Les mil i una nits.

## Argument
Un mag pregunta a les estrelles qui li pot fer arribar el llum màgic. Li diuen que hauria de ser Aladí, el fill d'Ali al Maruf. Aleshores, el mag busca Aladí per tot Bagdad. Quan es troba al mercat, de sobte arriba el soldà amb la seva bella filla Budur i s'anuncia que li tallaran el cap a qui s'atreveixi a mirar-los. La gent s'agenolla i baixa els ulls mentre el seguici magníficament decorat dels sultans passa per les files. Per caprici, la princesa vol que l'Aladí la miri, encara que perdria la vida amb això. Li manen i ell obeeix. Aleshores, els guàrdies volen arrestar-lo, però el mag intervé i ajuda a escapar a Aladí, ja que encara necessita els seus serveis.
Més tard, el Mag Fosc es posa en contacte amb la família d'Aladí i pretén ser el germà d'Ali al Maruf. Persuadeix l'Aladí perquè li faci una vella làmpada de coure de la "Ciutat enfonsada". Quan Aladdin vol lliurar el llum trobat al seu suposat oncle, l'ataca. Lluitant, Aladí torna a caure a la "Ciutat enfonsada" amb el cobejat llum. Allà frega accidentalment la làmpada, amb la qual cosa emergeix un jinn. Compleix el seu desig, és a dir, portar la princesa a casa dels seus pares. Els guàrdies de la ciutat, però, rastregen l'Aladí allà, l'arresten i el llencen al calabós. La mare d'Aladí, que ara està en possessió del llum màgic, llavors convoca el geni i recupera el seu fill. Després d'uns estranys incidents relacionats amb l'esperit de la llum al palau, Budur vol casar-se amb l'Aladí. Ella convenç al seu pare perquè accepti dient-li que només és un somni. A la cerimònia del casament, però, es produeix una disputa entre els amants, i com a resultat, el llum entra en poder del Mag fosc. Amb el poder del llum, immediatament deposaal sultà i vol prendre Budur com a dona. Ell ordena al djinn que mati l'Aladí, però l'Aladí té una idea brillant: suggereix a l'esperit de la làmpada que es canviï en un càntir per evitar l'encanteri del llum. El bruixot és derrotat immediatament i els que estan destinats l'un a l'altre comencen una vida junts.

## Repartiment
- Boris Bistrov - Aladí, el fill d'Ali-al-Maruf
- Dodo Chogovadze - Princesa Budur
- Sary Garryýew - geni (veu de Konstantin Nikolàiev)
- Andrei Fajt - El Bruixot Magrib
- Otar Koberidze – Soldà
- Ekaterina Verulashvili - mare d'Aladdin
- Huseynaga Sadygov - el gran visir
- Gueorgi Milliar - la més savia
- Otar Bilanishvili - vigilant nocturn (en els crèdits d'E. Bilanishvili)
- Valentin Bryleev - Mubarak, fill del visir
- Iuri Txekulàiev - Mustafa, el cap de la guàrdia

## Producció
La fotografia principal va tenir lloc a Quersonès.